# 14. Golden Globe-gála
A 14. Golden Globe-gálára 1957. február 28-án került sor, az 1956-ban mozikba került amerikai filmeket díjazó rendezvényt a los angelesi Hollywood Roosevelt Hotelben tartották meg.
A 14. Golden Globe-gálán Mervyn LeRoy vehette át a Cecil B. DeMille-életműdíjat.

## Filmes díjak
A nyertesek félkövérrel jelölve.
| Legjobb filmes díjak | Legjobb filmes díjak |
| Legjobb filmdráma | Legjobb vígjáték vagy zenés film |
| --- | --- |
| - 80 nap alatt a Föld körül - Óriás (Giant) - A nap szerelmese - Az esőcsináló - Háború és béke | - Anna és a sziámi király - Buszmegálló - Az ellentétes nem - The Solid Gold Cadillac - Teaház az Augusztusi Holdhoz                                                                                  |
| Legjobb filmes alakítások (filmdráma) | |
| Színész | Színésznő |
| - Kirk Douglas – A nap szerelmese - Gary Cooper – Szemben az erőszakkal - Charlton Heston – Tízparancsolat - Burt Lancaster – Az esőcsináló - Karl Malden – Babuci                                       | - Ingrid Bergman – Anasztázia - Carroll Baker – Babuci - Helen Hayes – Anasztázia - Katharine Hepburn – Az esőcsináló - Audrey Hepburn – Háború és béke                                               |
| Legjobb filmes alakítások (vígjáték vagy zenés film) | |
| Színész | Színésznő |
| - Cantinflas – 80 nap alatt a Föld körül - Marlon Brando – Teaház az Augusztusi Holdhoz - Yul Brynner – Anna és a sziámi király - Glenn Ford – Teaház az Augusztusi Holdhoz - Danny Kaye – Udvari bolond | - Deborah Kerr – Anna és a sziámi király - Judy Holliday – The Solid Gold Cadillac - Machiko Kyō – Teaház az Augusztusi Holdhoz - Marilyn Monroe – Buszmegálló - Debbie Reynolds – A legnagyobb köteg |
| Legjobb mellékszereplők (filmdráma, vígjáték vagy zenés film) | |
| Színész | Színésznő |
| - Earl Holliman – Az esőcsináló - Eddie Albert – Teaház az Augusztusi Holdhoz - Oscar Homolka – Háború és béke - Anthony Quinn – A nap szerelmese - Eli Wallach – Babuci                                 | - Eileen Heckart – Elátkozottak gyermekei - Mildred Dunnock – Babuci - Marjorie Main – Szemben az erőszakkal - Dorothy Malone – Szélbe írva - Patty McCormack – Elátkozottak gyermekei                |
| Az év felfedezettje | |
| Színész | Színésznő |
| - John Kerr - Paul Newman - Anthony Perkins | - Carroll Baker - Jayne Mansfield - Natalie Wood |
| Külföldi színész | Külföldi színésznő |
| - Jacques Bergerac | - Taina Elg |
| Egyéb | |
| Legjobb rendező | Legjobb film a nemzeti összefogásban |
| - Elia Kazan – Babuci - Michael Anderson – 80 nap alatt a Föld körül - Vincente Minnelli – A nap szerelmese - George Stevens – Óriás - King Vidor – Háború és béke                                       | - Battle Hymn - Szemben az erőszakkal - Anna és a sziámi király - Teaház az Augusztusi Holdhoz |
| Legjobb idegen nyelvű film | Henriatta-díj |
| - Naplemente előtt – Nyugat-Németország - To koritsi me ta mavra – Görögország - Taiyô to bara – Japán - Háború és béke – Olaszország - A fehér rénszarvas – Finnország                                  | - James Dean - Kim Novak |

## Televíziós díjak
A nyertesek félkövérrel jelölve.
- Playhouse 90
- This Is Your Life
- Matinee Theatre
- The Mickey Mouse Club
- Cheyenne

## Különdíjak

### Cecil B. DeMille-életműdíj
A Cecil B. DeMille-életműdíjat Mervyn LeRoy vehette át.

### Különleges díj
- Dimitri Tiomkin
- Edwin Schallert
- Elizabeth Taylor

### Hollywoodi polgársági díj
- Ronald Reagan

## Fordítás
Ez a szócikk részben vagy egészben  a(z)   14th Golden Globe Awards című angol Wikipédia-szócikk fordításán alapul.  Az eredeti cikk szerkesztőit annak laptörténete sorolja fel. Ez a jelzés csupán a megfogalmazás eredetét és a szerzői jogokat jelzi, nem szolgál a cikkben szereplő információk forrásmegjelöléseként.